# Cattedrale di San Giovanni Battista (Calvi)
L'ex cattedrale di San Giovanni Battista, nota anche come duomo di Calvi, è un edificio di culto cattolico situato nella cittadella di Calvi, in Corsica. Sede della diocesi di Sagona dal 1625 al 1801, dal 1920 è iscritta nel registro dei monumenti storici di Francia.

## Storia
La chiesa fu ricostruita nelle attuali forme barocche nel 1570 su un edificio preesistente del XIII secolo. Nel 1576, fu insignita del titolo di procattedrale da papa Gregorio XIII. I vescovi di Sagona vi si insediarono nel 1625.

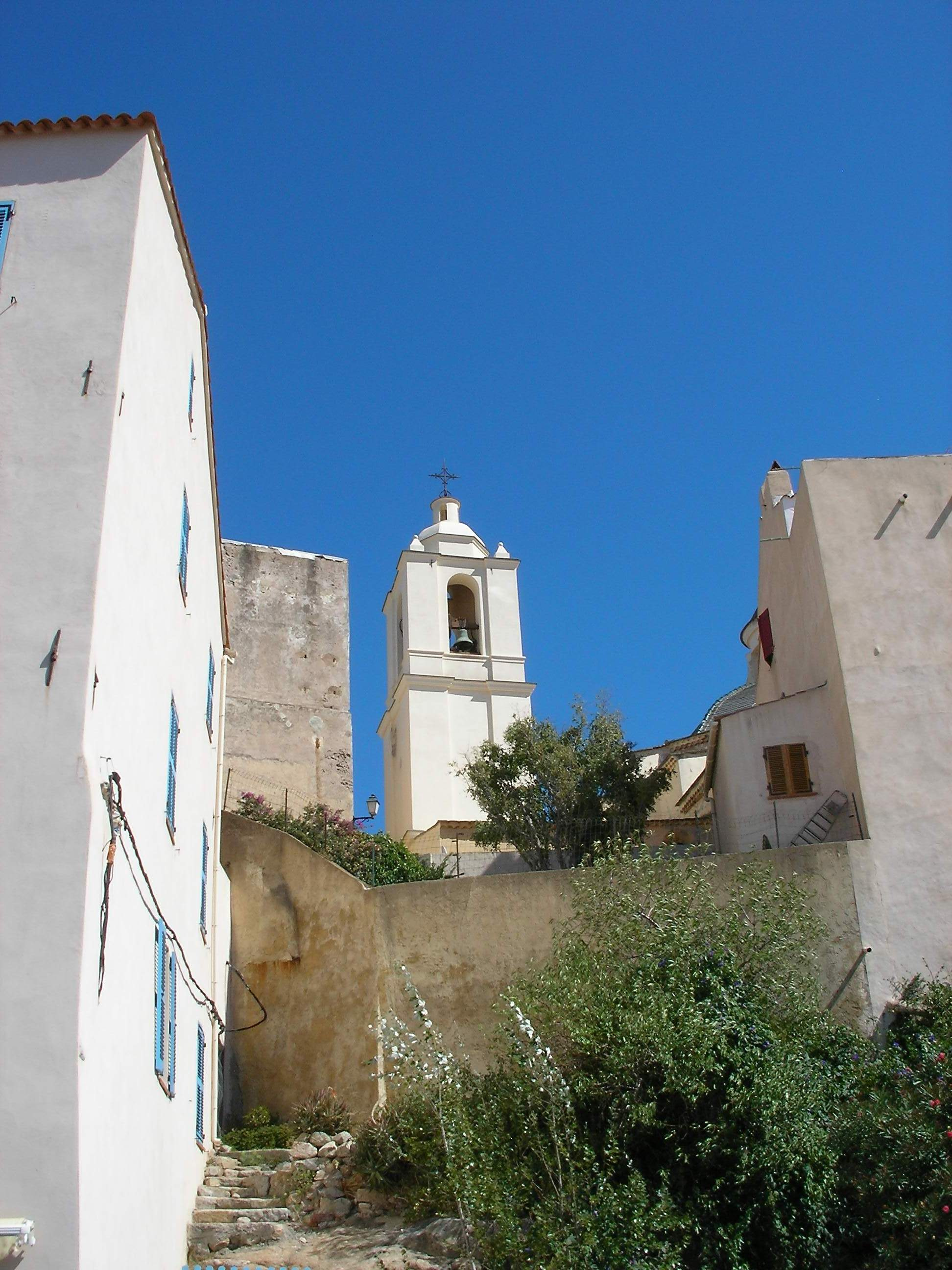
Il campanile

All'interno, a pianta a croce greca, si segnalano il crocifisso in ebano, conosciuto come Cristo Nero, esposto sulle mura di Calvi durante l'assedio nel 1555, un Polittico dell'Annunciazione del genovese Giovanni Barbagelata ed una fonte battesimale del 1443.

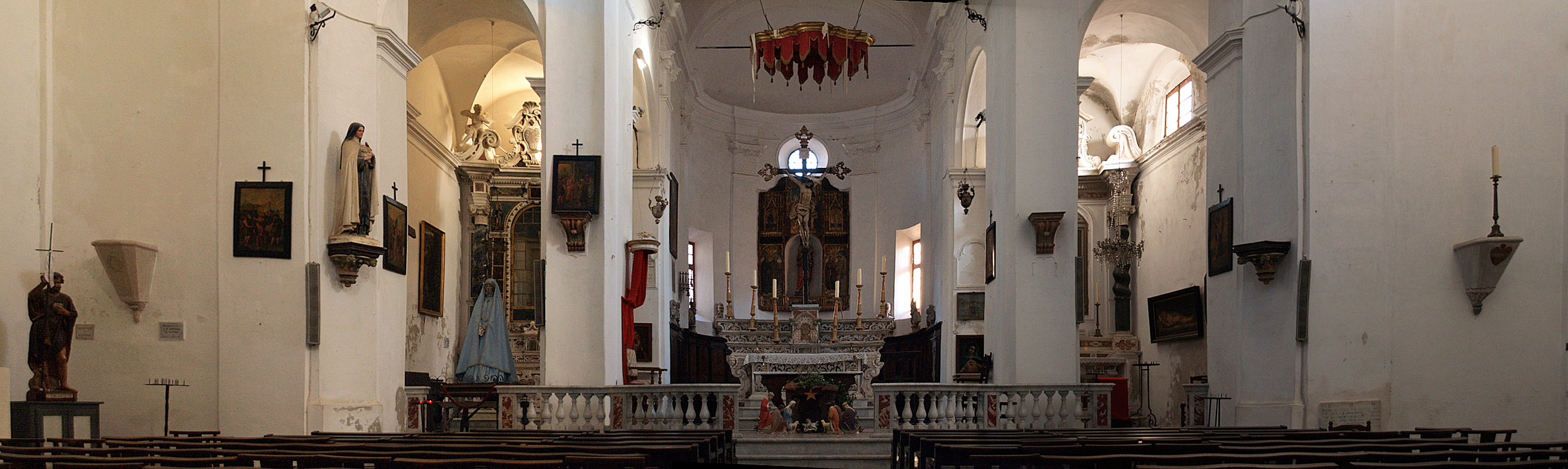
Vista dell'interno